# Bartolomeo Carafa della Spina
Pour les articles homonymes, voir Carafa.
Pour les autres membres de la famille, voir Famille Carafa.
Bartolomeo Carafa della Spina, chevalier de l'ordre de Saint-Jean de Jérusalem, prieur de Hongrie et nommé le 13 avril 1383 par le grand maître Juan Fernández de Heredia lieutenant du grand prieuré de Rome. À la mort de Riccardo Caracciolo, Boniface IX le nomme à la tête de l'Ordre mais il ne quittera jamais Rome où il s'implique dans les différents papaux. Il est considéré comme un anti-grand maître car il n'a pas été élu par les frères hospitaliers.

## Biographie
Le 28 mars 1384, Bartolomeo Carafa della Spina participe à Naples au premier chapitre général convoqué par l'anti-grand maître Riccardo Caracciolo. Il fait alors partie de l'entourage du pape Urbain VI qu'il suit alors dans ses déplacements à Gênes en 1385 dans le prieuré de l'Ordre, à Pérouse (1386) et à Rome (1387-1388). Il participe, comme un condottiere, auprès de Boniface, aux différents successoraux du royaume de Naples.
En avril 1405, Innocent VII le charge d'une médiation entre la ville de Rome et la famille Annibaldi della Molara. Les Romains soupçonnent Carafa de s'entendre avec leurs opposants et le mettent à mort le 2 avril 1405.
Son tombeau se trouve dans l'église Santa Maria del Priorato.

## Référencement